# Jetée de Brighton
Ne doit pas être confondu avec la jetée ouest de Brighton
Pour les articles homonymes, voir Pier.
La jetée de Brighton (en anglais Brighton Pier) est une estacade aménagée en complexe de loisirs, située à Brighton sur la côte sud de l'Angleterre.
Le Palace Pier était destiné à remplacer le Chain Pier, qui s'est effondré en 1896 lors de la construction de la nouvelle jetée. Il est rapidement devenu populaire et était devenu un lieu de divertissement fréquemment visité en 1911. Outre les fermetures dues à la guerre, il a continué à organiser des divertissements réguliers jusqu'aux années 1970. Le théâtre a été endommagé en 1973 et à la suite d'un rachat a été démoli en 1986, changeant le caractère de la jetée de divertissement balnéaire à un parc d'attractions, avec divers manèges forains et montagnes russes.
Bien qu'économiquement viable et iconique de la station balnéaire de Brighton, le Palace Pier actuel a connu son lot de vicissitudes : fermeture durant la Seconde Guerre mondiale et démontage partiel de l'estacade par crainte d'un débarquement allemand, destruction partielle du théâtre d'époque victorienne en 1973 par une barge de 70 tonnes amarrée à l'extrémité de la jetée qui tossa dessus des heures durant pendant une tempête (il fut démantelé en 1986 et remplacé par un dôme moderne abritant des jeux d'arcade), attentat de l'IRA en 1994 (la bombe fut déclenchée par les démineurs après évacuation), incendies le 4 février 2003.

## Historique

### 1891 – 1970
Palace Pier est la troisième jetée à Brighton, après le Royal Suspension Chain Pier en 1823 et le West Pier en 1866. La jetée est conçue et construite par R. St George Moore.
La cérémonie inaugurale pour la pose du premier pieu a eu lieu le 7 novembre 1891, supervisée par le maire Samuel Henry Soper. Une condition à remplir par ses constructeurs, en échange de l'autorisation de construire, était que le Royal suspension Chain Pier (en), devait être démoli, car il était tombé dans un état de délabrement. L'estacade avait été conçue par Samuel Brown, à la fois comme débarcadère pour le vapeur Dieppe Brighton et comme attraction touristique (une chambre noire d'observation puis un atelier de photographie y furent installés à demeure), avec une construction mixte bois et fer utilisant la technique alors novatrice du pont suspendu. En 1896, une tempête détruit les vestiges de Chain Pier.
Les travaux ont été pour la plupart achevés en 1899 et la jetée a été officiellement inaugurée le 20 mai 1889 par la mairesse de Brighton. Il s'appelait le Brighton Marine Palace and Pier, dont le nom était inscrit dans la ferronnerie de la jetée. Il a coûté un record de 27 000 £ à construire et était composé de 3 000 lumières pour éclairer la jetée. La jetée n'était pas entièrement terminée à la date d'ouverture; certains travaux sur le pavillon ont été achevés peu de temps après. Il a été conçu pour ressembler à des kursaals, qui étaient des bâtiments de divertissement trouvés à proximité des spas sur le continent, et comprenaient des salles de lecture et de restauration.
Les jetées présentes sur les plages des stations balnéaires britanniques, créées durant l'époque victorienne et édouardienne, avaient à l'origine un but médical autant que touristique : bénéfices pour la santé d'une croisière en mer sans les inconvénients de celle-ci (prix et mal de mer).
Emblématiques du mode de vivre britannique, leur mode de construction est un pur reflet de l'Angleterre victorienne et industrielle : piliers de fonte moulés, poutrelles de fer ou d'acier riveté, une technique utilisée pour les ponts ferroviaires et la construction navale.
Étant construites sur l'estran, dans un environnement salin et soumises au choc des déferlantes, ces structures demandent une maintenance constante et coûteuse qui s'apparente à celle d'un navire, ce qui compromet leur rentabilité.
La jetée a été un succès immédiat et est rapidement devenue l'un des monuments les plus populaires de Brighton. D'ici à 1911, les salles de lecture avaient été converties en théâtre. Stan Laurel et Charlie Chaplin se sont produits sur la jetée pour perfectionner leurs talents de comique au début de leur carrière, avant de migrer aux États-Unis et de trouver un succès majeur à Hollywood. Pendant la Première Guerre mondiale, la mer entourant la jetée a été largement exploitée pour empêcher les attaques ennemies. Au cours des années 1920, la salle de bal a été agrandie et une tour d'horloge a été ajoutée. 
Pendant la Seconde Guerre mondiale, la jetée a été fermée par mesure de sécurité. Une section de quai a été retirée afin d'empêcher l'accès depuis un débarquement ennemi. La jetée a retrouvé sa popularité après la guerre et a continué à organiser des spectacles d'été réguliers, notamment Tommy Trinder, Doris et Elsie Waters et Dick Emery. 

### 1970 – 2000
La jetée a été classée au grade II des National Heritage List for England, le 20 août 1971. En février 2001, c'était l'un des 70 bâtiments et structures classés au grade II* et 1 218 bâtiments classés de tous grades, dans la ville de Brighton et Hove.
Lors d'une tempête en 1973, une barge de 70 tonnes de long (71 t) amarrée au débarcadère de la jetée s'est détachée et a commencé à endommager le musoir, en particulier le théâtre. Malgré les craintes que la jetée soit détruite, la tempête s'est calmée et la barge a été enlevée. Le débarcadère a été démoli en 1975 et le théâtre endommagé n'a jamais été utilisé à nouveau.
La jetée est vendue à Noble Organisation en 1984. Le théâtre a été enlevé deux ans plus tard. Une salle de jeux d'arcades en forme de dôme a été mise à la place. L'extrémité était remplie de manèges forains, y compris des manèges à sensations fortes, des manèges pour enfants et des montagnes russes. Les Spice Girls y ont fait une première performance live en 1996 et sont revenues l'année suivante.
Le 13 août 1994, une bombe posée par l'armée républicaine irlandaise près de la jetée a été désamorcée par une explosion contrôlée. Une bombe similaire par les mêmes auteurs avait explosé à Bognor Regis le même jour. L'attentat était destiné à marquer le 25e anniversaire du début des Troubles. La jetée a été fermée pendant plusieurs jours en raison d'une enquête policière.
La jetée a reçu le prix de la jetée de l'année de la National Piers Society en 1998.

### 2000 à aujourd'hui
La jetée a été rebaptisée Brighton Pier en 2000, bien que ce changement juridique n'ait pas été reconnu par la National Piers Society ni par certains résidents de Brighton et Hove.
Le Palace Pier prend feu dans la soirée du 4 février 2003,. La police soupçonnant un incendie criminel. L'incendie détruit le train fantôme, où l'incendie s'est déclaré et endommageant deux autres attractions laissant un trou dans la jetée, sans pour autant causer de dommages structurels.
En 2004, la Brighton Marine Palace Pier Company (appartenant à la Noble Organization), a admis une infraction d'atteinte à la sécurité publique en vertu de la loi sur la santé et la sécurité au travail et a dû payer des amendes et des frais de 37 000 £.
En 2011, la Noble Organisation met la jetée en vente, au prix prévu de 30 millions de livres sterling. En 2016, il est vendu au groupe Eclectic Bar, dirigé par l'ancien propriétaire de PizzaExpress, Luke Johnson, qui rebaptise la jetée en Brighton Palace Pier en juillet,.
En 2017, elle a été répertoriée comme la quatrième attraction gratuite la plus populaire en Grande-Bretagne dans une enquête National Express et considérée comme l'attraction touristique la plus visitée en dehors de Londres, avec plus de 4,5 millions de visiteurs l'année précédente.

### Montagnes russes

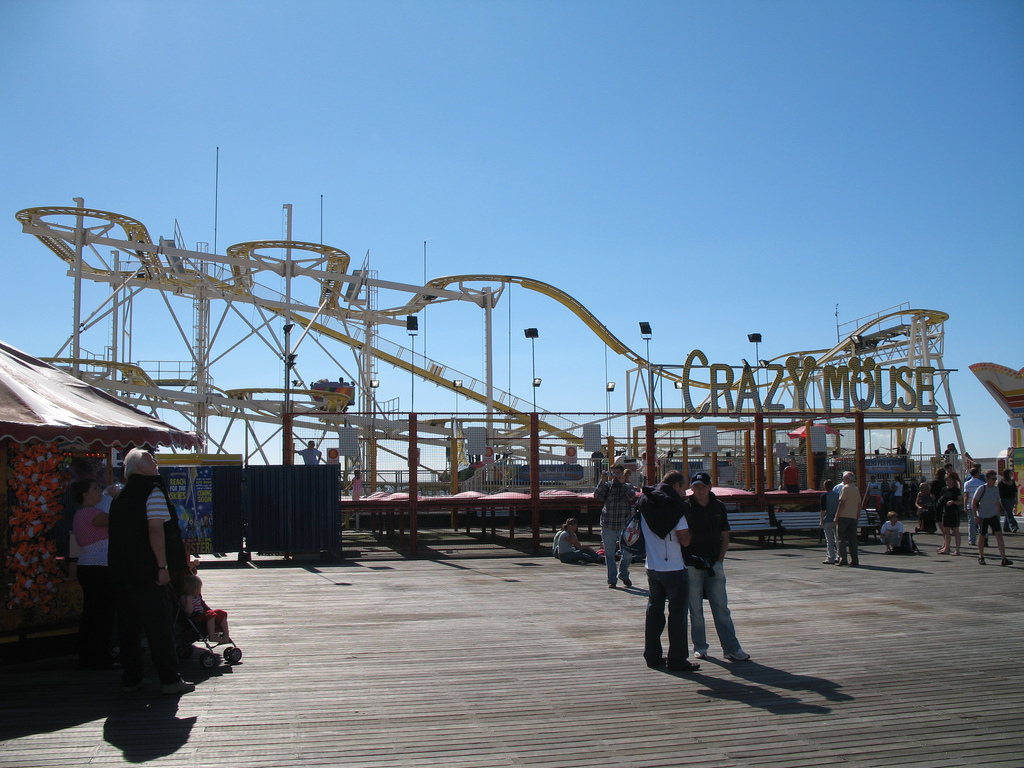
Crazy Mouse
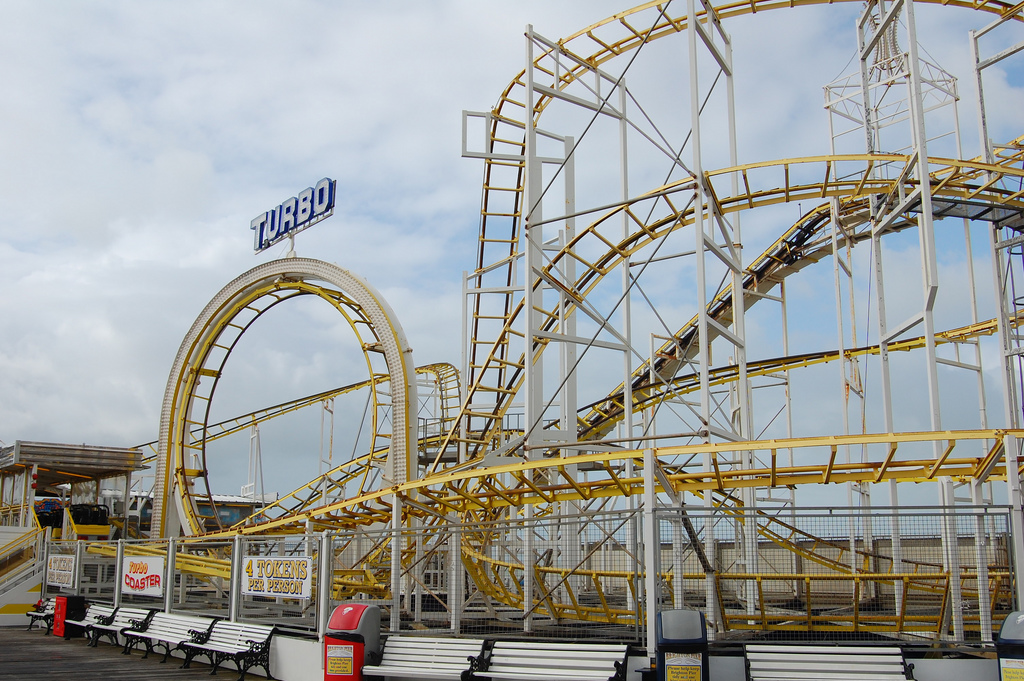
Turbo

## Galerie

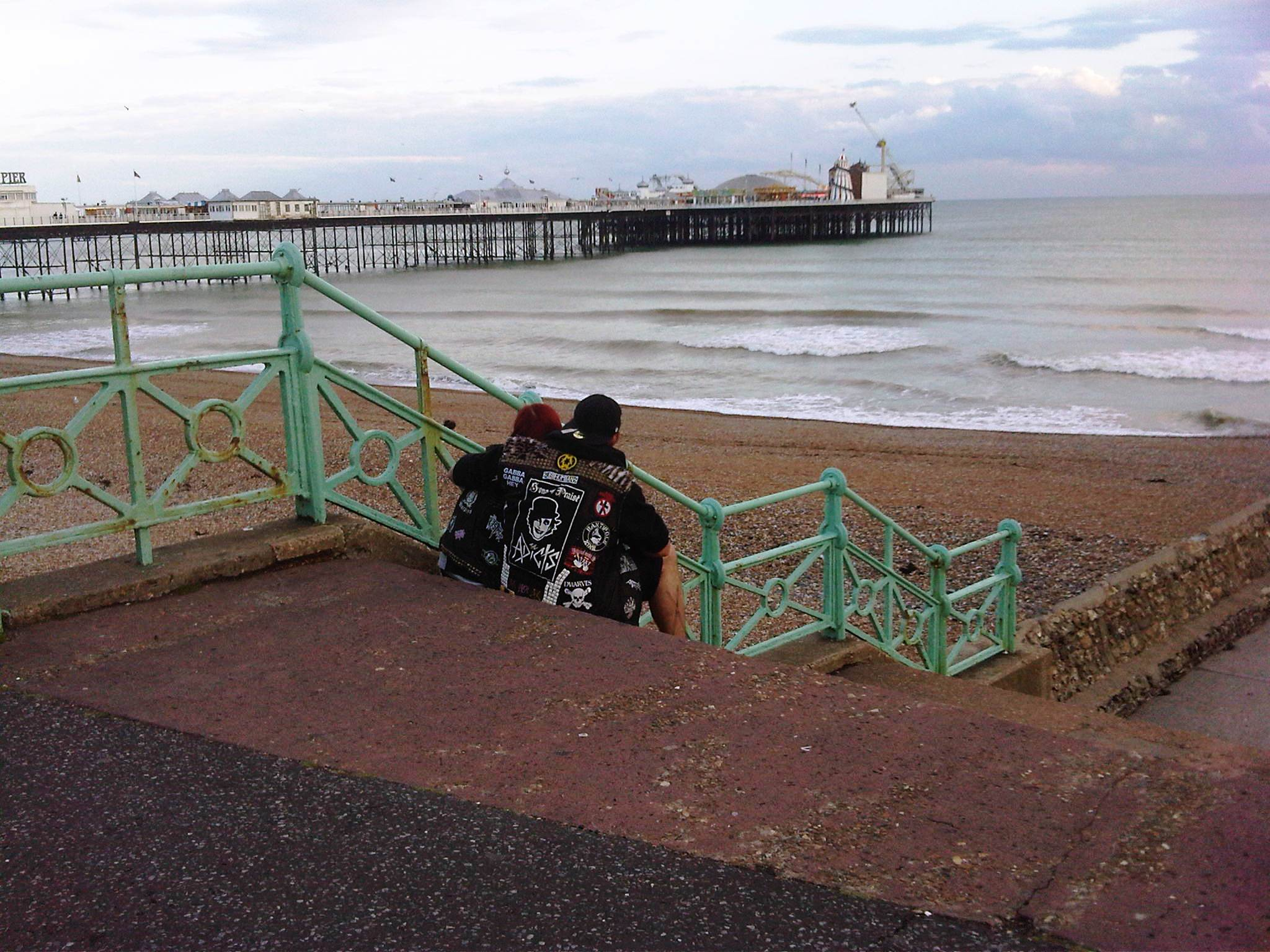
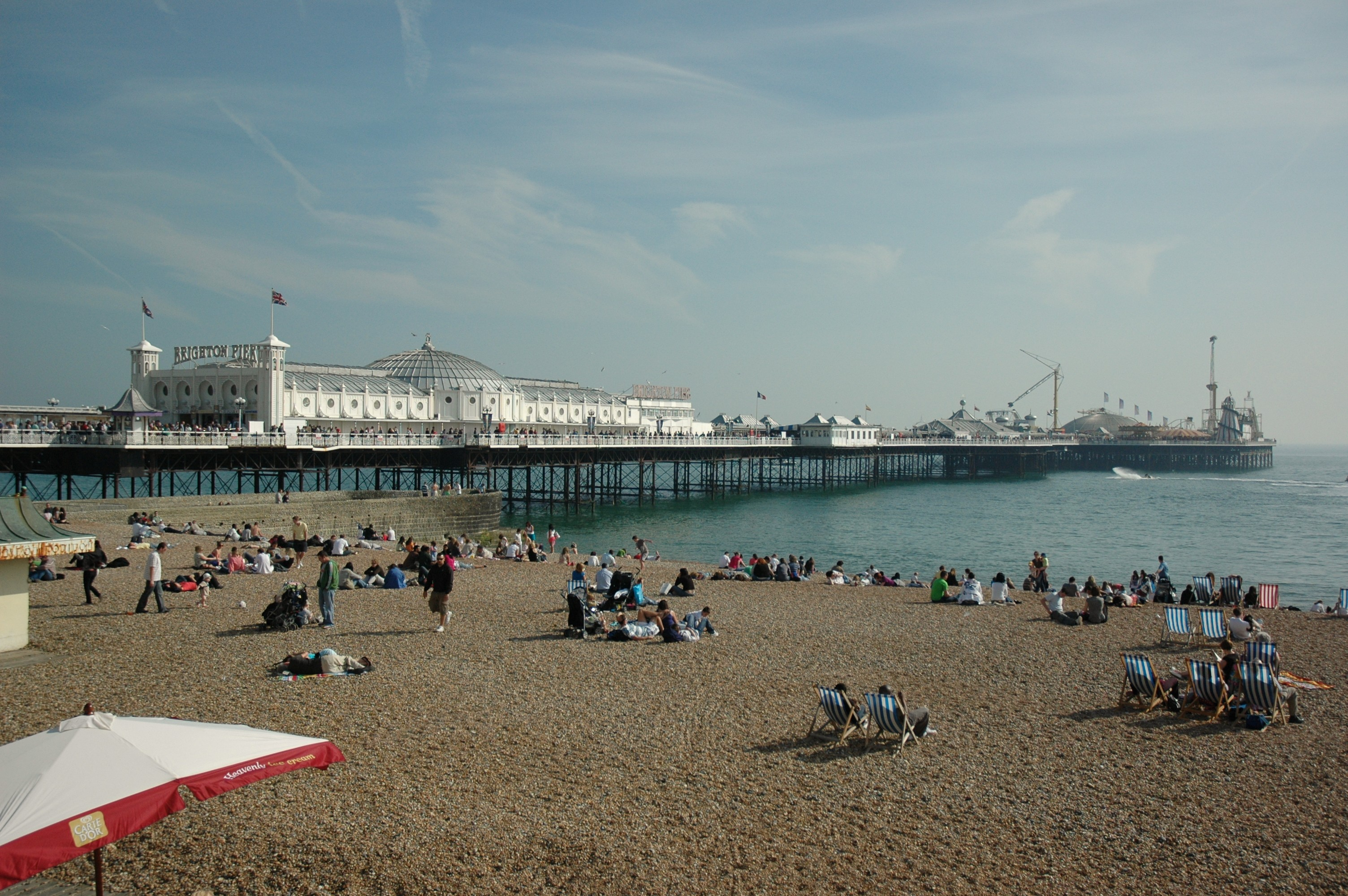
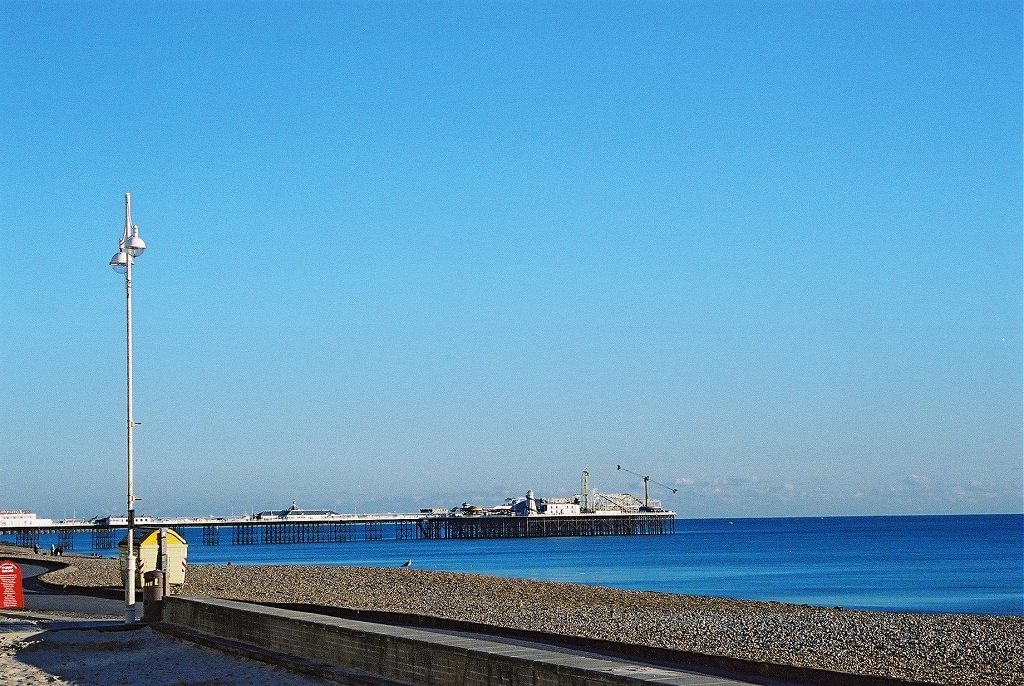
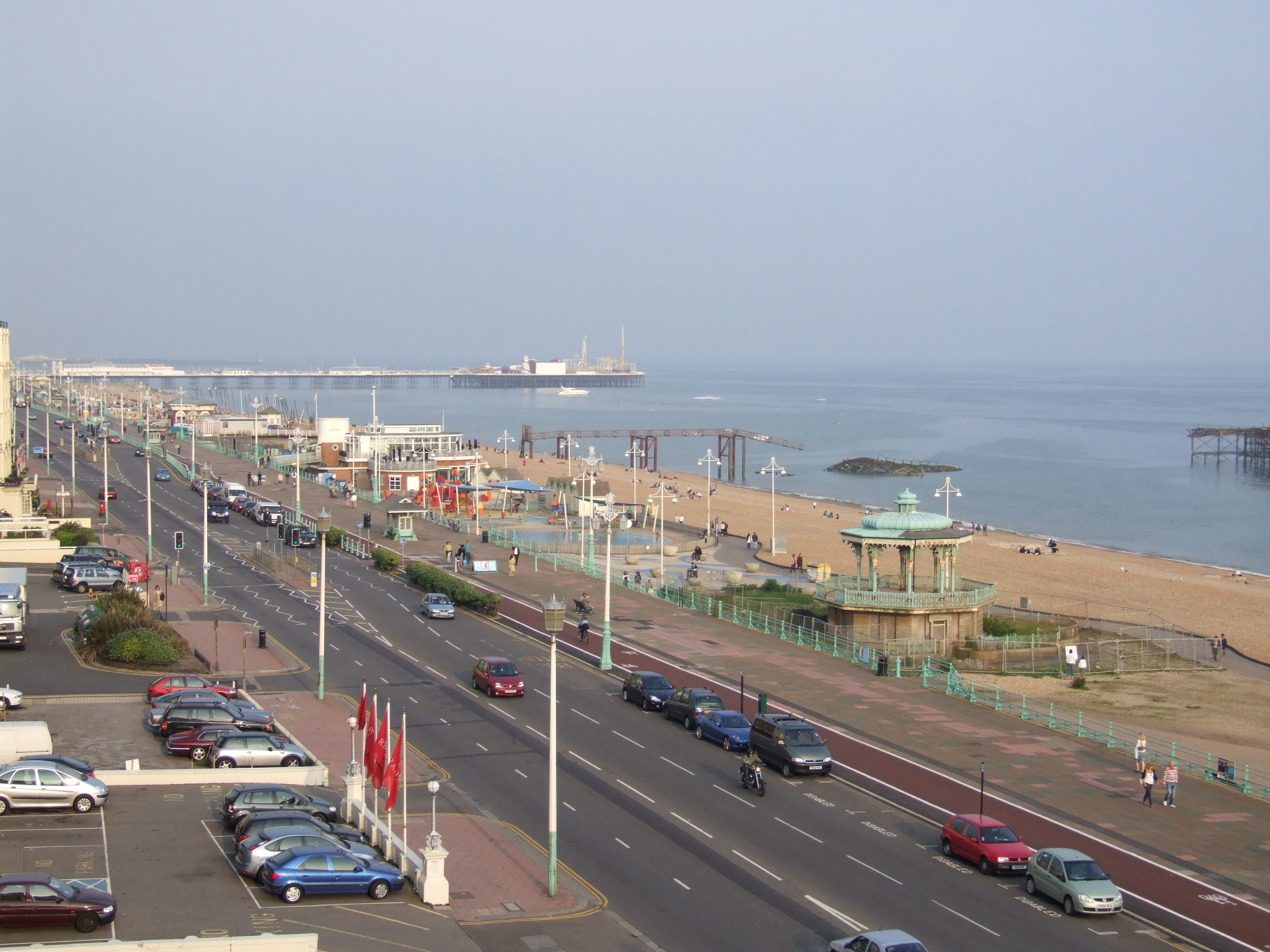
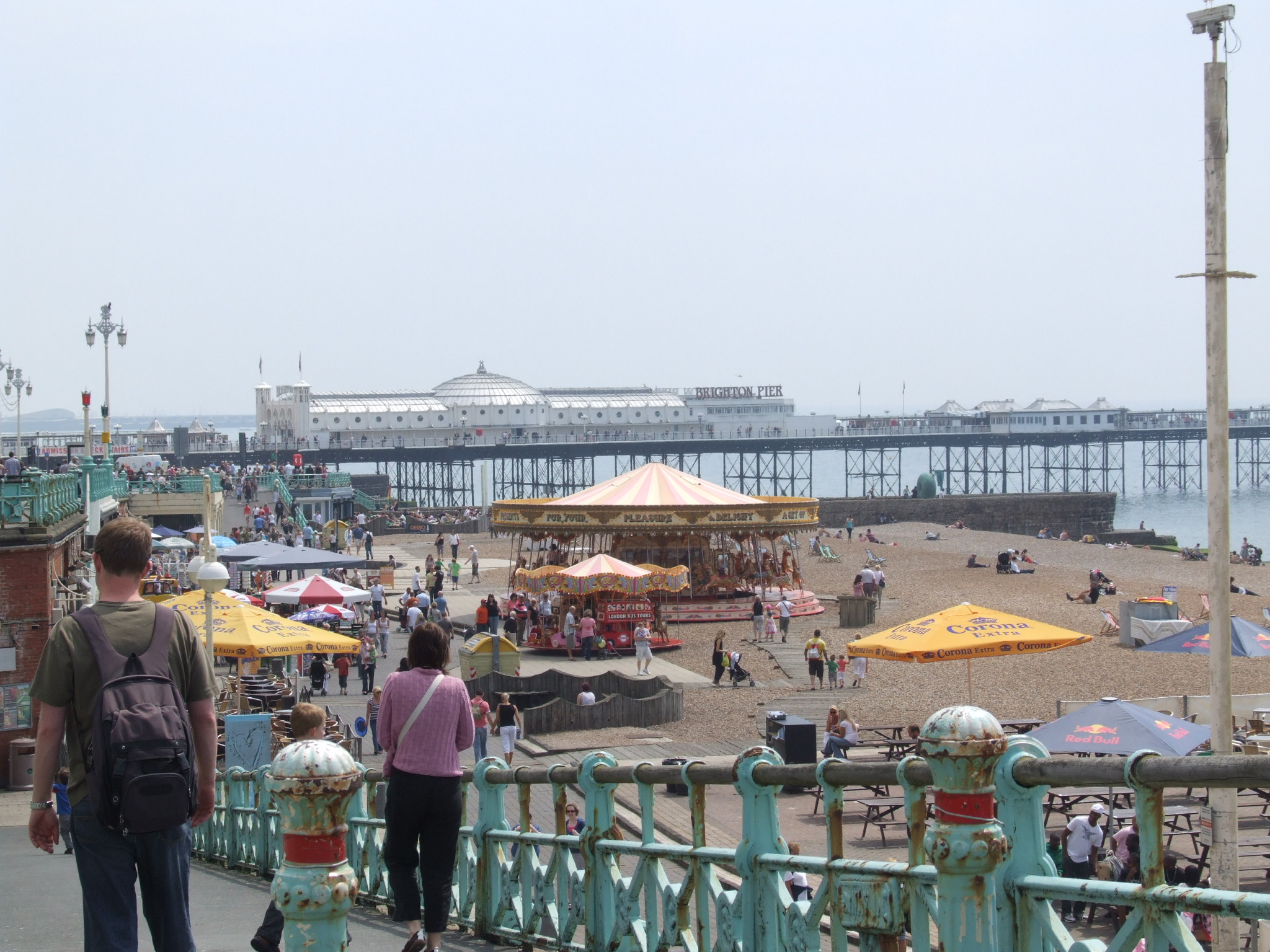
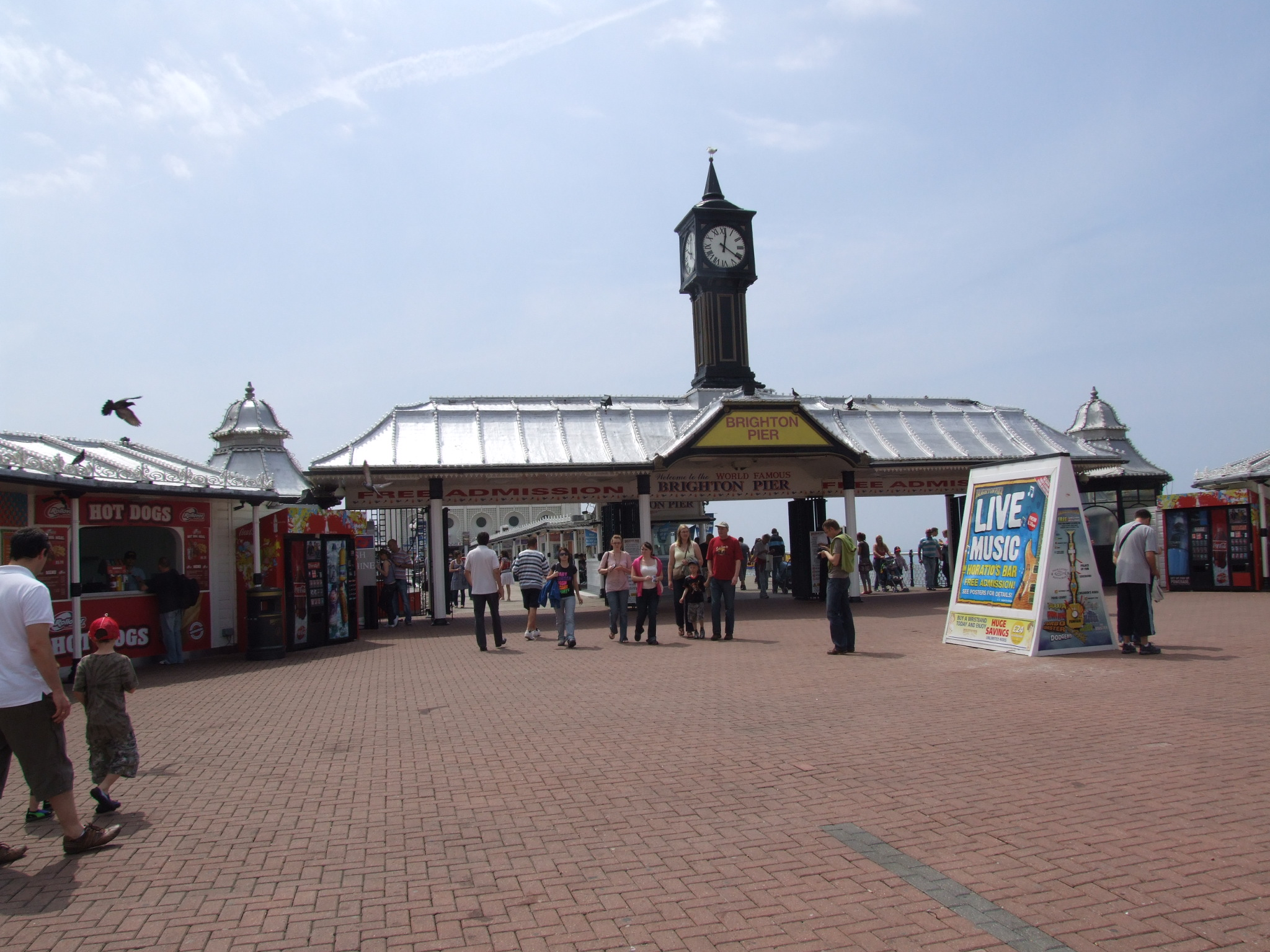
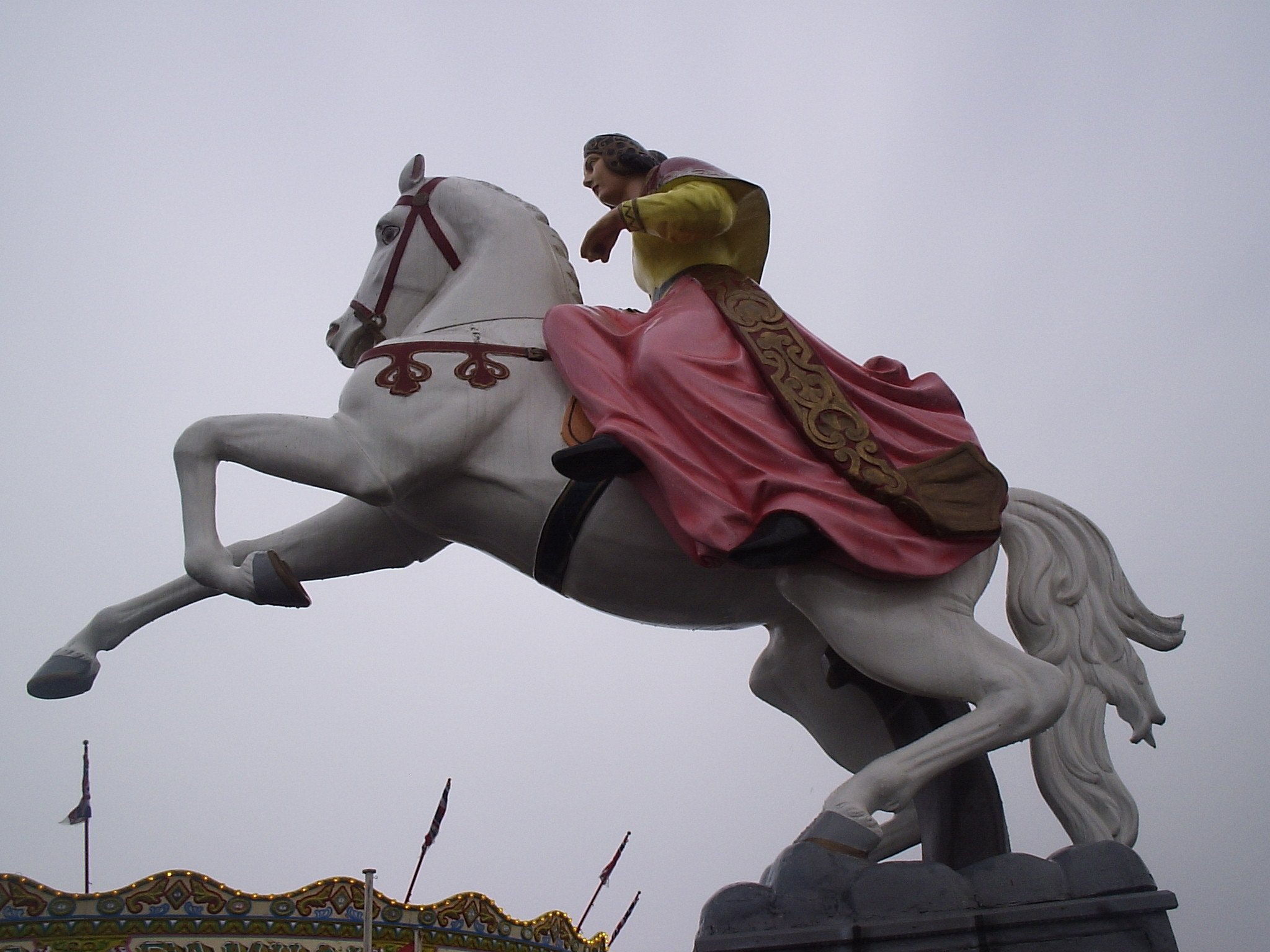
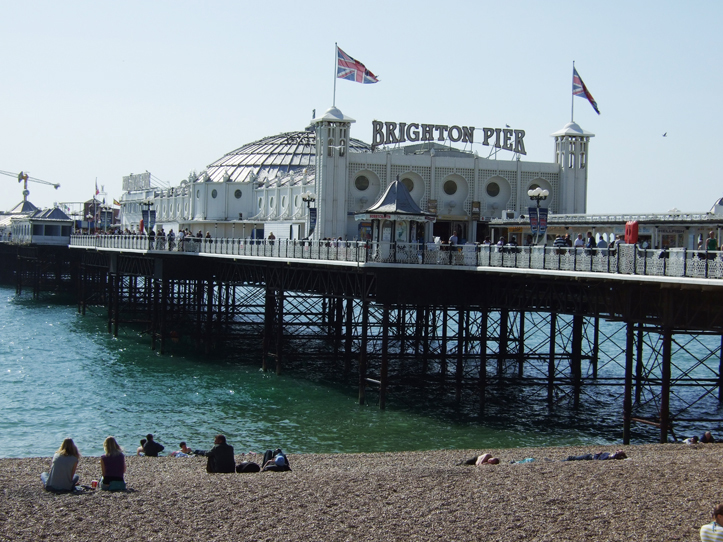
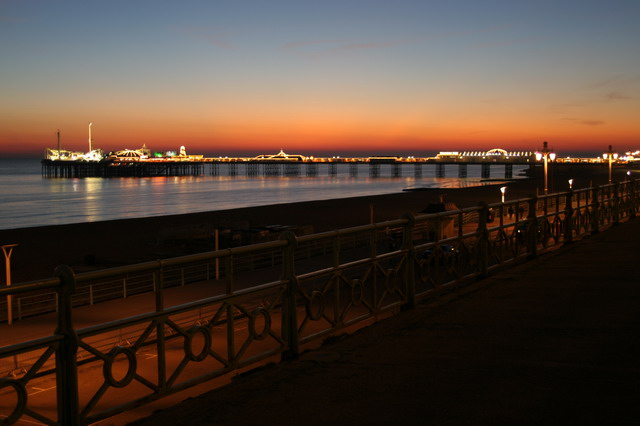
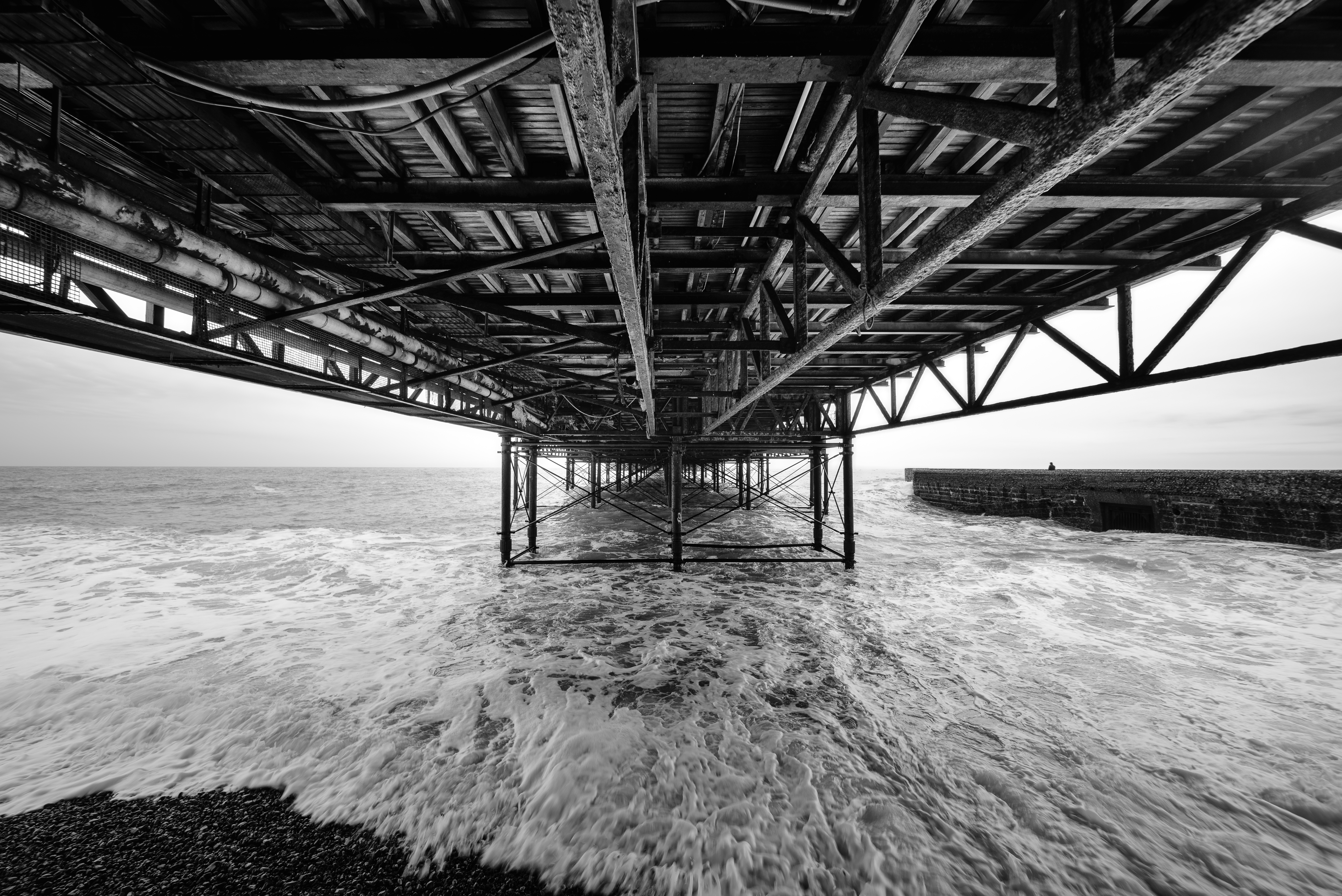